# Plattenhörner
Plattenhörner är en bergstopp i Schweiz.   Den ligger i regionen Engiadina Bassa/Val Müstair och kantonen Graubünden, i den östra delen av landet, 200 km öster om huvudstaden Bern. Toppen på Plattenhörner är 3 220 meter över havet, eller 340 meter över den omgivande terrängen. Bredden vid basen är 2,5 km.
Terrängen runt Plattenhörner är varierad. Närmaste större samhälle är Davos, 14,9 km väster om Plattenhörner. 
Trakten runt Plattenhörner består i huvudsak av gräsmarker. Runt Plattenhörner är det mycket glesbefolkat, med 3 invånare per kvadratkilometer.